# 赵基梅
赵基梅（1910年—1947年12月27日）湖北麻城人，中国工农红军、八路军、中国人民解放军将领。

## 生平
赵基梅生于一个贫农家庭，父母早逝，由其兄嫂抚养。赵基梅自幼帮家里劳动。1926年，乘马岗、顺河地区先后秘密成立农民协会及农民武装。赵基梅的大哥、二哥都参加了农民自卫队，赵基梅参加了儿童团。1927年10月6日，大哥赵基松遭中国国民党右派军队杀害。1928年，17岁的赵基梅报名参加赤卫队，配合中国工农红军攻打八里畈。1929年，赵基梅和二哥赵基柏一起在董家畈苏维埃政府报名参加了中国工农红军。1930年，加入中国共产党。在鄂豫皖地区随中国工农红军转战三年。第四次反“围剿”之后，随红四方面军主力西进陕南、川北。1933年冬，任红三十军九十师政治部主任。1935年3月，自川陕苏区开始长征，两次翻越雪山、过草地，最后抵达陕甘宁边区。
抗日战争时期，1938年初，赵基梅所在部队改称八路军太南独立游击支队，赵基梅任司令员，涂锡道任政治委员，俗称“赵支队”或“赵涂支队”。同年4月下旬，晋冀鲁豫军区在太行山成立，赵支队对内称为晋冀鲁豫军区第五军分区，对外仍称八路军太南独立游击支队，赵基梅继续任司令员。1940年4月底，赵支队和八路军六八九团三个连、豫北大队、独立大队等部队合编成八路军第二纵队教导三旅（又称新三旅、独立旅），赵基梅任副旅长。1940年6月上旬，日军对冀鲁豫边区发动“大扫荡”，赵基梅率特务营抗击进攻旅部驻地的数百名日伪军，保证旅部与机关转移。反“扫荡”结束之后，新三旅旅长韩先楚调离，赵基梅代理新三旅旅长。1941年7月，新三旅的七团、八团和新二旅的四团合编为八路军一一五师教导第七旅，赵基梅任政治委员。1941年10月，晋冀鲁豫军区第八军分区成立，赵基梅兼任司令员。
1945年底，杨勇任晋冀鲁豫军区第七纵队司令员，赵基梅任副司令员。第二次国共内战时期，1946年2月，在晋冀鲁豫野战军领导人刘伯承、邓小平指挥下，赵基梅协助杨勇转战豫东和鲁西南，配合兄弟部队攻克了定陶县、单县、曹县等城镇。1947年2月，晋冀鲁豫野战军第一、第七纵队合编为第一纵队，杨勇任司令员，苏振华任政治委员，赵基梅任副司令员，率部在豫北局部反攻，配合兄弟部队攻克了濮阳县、封丘县、延津县、原阳县、原武县、汤阴县。1947年8月初，在山西晋城地区休整的新四军第五师主力与嵩岳部队一部，改编成晋冀鲁豫野战军第十二纵队，赵基梅任司令员，张才千任政治委员。第十二纵队组建后的第三天，赵基梅、张才千率第十二纵队自晋城出发，挺进大别山。1947年9月23日，在郑州以南配合华东野战军围歼国民革命军整编第十师第一一八旅。此后又在豫东南信（阳）潢（川）公路以北阻击了国民革命军，使第十纵队挺进大别山的军事压力减轻。
第十二纵队进入大别山区后，刘邓大军首长命该纵队创建江汉军区。1947年12月6日，第十二纵队与张才千、李人林率领的中原独立旅在红安县华家河合并成立江汉军区，赵基梅兼任司令员，刘建勋任政治委员。1947年12月14日，江汉军区部队分为三路跨越平汉铁路进入江汉地区。此后部队不断取胜，摧毁了中国国民党方面的保甲统治及地方武装，占领了农村地区并成立各级人民政府。至1947年12月底，共歼敌4000多人，攻占桐柏县、枣阳县、泌阳县、唐河县、新野县、京山县、钟祥县、天门县、潜江县等十多个城镇，配合了主力在大别山的斗争。
1947年12月27日，赵基梅因急性胃炎抢救无效在随县（今随州市）三里岗病逝。中华人民共和国成立后，追认赵基梅为革命烈士。